# 鶴見半島

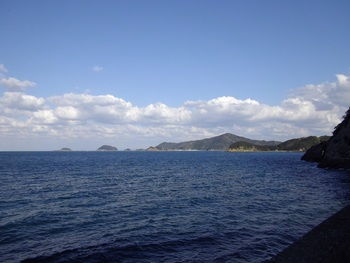
大分県道604号梶寄浦佐伯線から半島北側を望む

鶴見半島（つるみはんとう）は、大分県佐伯市にある半島。大分県南部の豊後水道沿岸にみられるリアス式海岸の一部である。

## 地理
半島の北側は佐伯湾、南側は米水津湾となっている。南側の米水津湾には間越海水浴場がある。2005年3月3日に合併により全域が佐伯市となる前は、半島の北半分が南海部郡鶴見町、南半分が米水津村に属していた。
鶴見半島の名の由来には、
- 半島を上空から見ると鶴の形に見える
- 鶴御崎に大きな松の木があり、鶴が飛来していた
- 半島にある池に、鶴が飛来していた

との諸説がある。
半島先端部の鶴御崎は九州最東端の岬となっている。半島の先端付近、北側の梶寄浦から北には元ノ間海峡を挟んで、大島、小間島、高手島が浮かぶ。一方、南側の間越（はざこ）から南には、横島や赤瀬が位置している。

## 交通
半島の北岸に沿って大分県道604号梶寄浦佐伯線が走る。リアス式海岸で出入りが多く、海岸まで急傾斜の山が迫る鶴見半島では、集落間の交通には連絡船が用いられており、佐伯市街地から半島の付け根の吹浦まで道路が開通したのが1958年（昭和33年），先端の梶寄浦まで通じたのは1982年（昭和57年）のことであった。近年は稜線沿いに鶴見スカイラインも開通している。